# Branko Brčić
Branko Brčić, slovensko-hrvaški kemik in univerzitetni profesor, * 24. september 1902 Zadar, † 4. maj 1979, Ljubljana. 
Branko Brčić se je rodil v Zadru na Hrvaškem, kjer je končal osnovno šolo in leta 1919 še gimnazijo. Kemijo je študiral na univerzah v Gradcu in na Dunaju, diplomiral pa je leta 1925 na Tehnični fakulteti v Zagrebu, kjer je bil za krajši čas tudi asistent. Od leta 1927 do 1934 je v Zagrebu deloval v industriji pri postopkih pridobivanja barv. Od leta 1934 je bil zaposlen na Inštitutu za anorgansko kemijo na Tehnični fakulteti v Ljubljani, kjer je leta 1943 tudi doktoriral. Na isti fakulteti je bil leta 1952 izvoljen v naziv izrednega in leta 1961 še v naziv rednega profesorja anorganske kemije.
Prof. Brčić je v Sloveniji poznan kot pionir in utemeljitelj raziskovalnega dela na področju anorganske kemije. Leta 1953 je ustanovil in vodil Laboratorij za kemijo fluora, kasneje pa še Laboratorij za keramiko na Institutu Jožef Stefan v Ljubljani. Za življenjsko delo je leta 1973 prejel nagrado »Boris Kidrič«.